# Hankook Ilbo
Hankook Ilbo (hangul: 한국일보) es un periódico diario publicado en Seúl, Corea del Sur. Su tirada es de un millón de ejemplares.
Anteriormente fue publicado por Hankook Ilbo Media Group, sin embargo, luego de un escándalo de malversación de fondos en 2013-2014, fue vendido a Dongwha Enterprise, que también es propietaria de The Korea Times.